# Орден Трона
Орден Трона (араб. Wissam al-Arch), государственная награда королевства Марокко за гражданские и военные заслуги.

## История
Орден был учреждён 16 мая 1963 года королём Марокко Хасаном II.

## Степени
Орден Трона имеет пять степеней:
- Кавалер Большой ленты — состоит из золотого знака ордена на чрезплечной ленте и золотой звезды. Существует ограничение по количеству награждённых в двадцать человек.
- Гранд-офицер — состоит из золотого знака на шейной ленте и серебряной звезды. Существует ограничение по количеству награждённых в шестьдесят человек.
- Командор — знак на шейной ленте. Существует ограничение по количеству награждённых в триста пятьдесят человек.
- Офицер — золотой знак на нагрудной ленте с розеткой. Существует ограничение по количеству награждённых в тысячу человек.
- Кавалер — серебряный знак на нагрудной ленте. Существует ограничение по количеству награждённых в десять тысяч человек.

| Планки ордена Трона |        |          |              |                       |
| Кавалер             | Офицер | Командор | Гранд-офицер | Кавалер Большой ленты |

## Описание
Знак ордена — золотая пятиконечная звезда зелёной эмали (символ династии Алауитов) с золотыми штралами между лучей и золотым изображением герба Марокко в центре.
Звезда ордена аналогична знаку, однако штралы между лучей звезды значительно больше.
Лента ордена красного цвета с зелёными полосками по краям.